# David Gasman
 (avril 2020).
Si vous disposez d'ouvrages ou d'articles de référence ou si vous connaissez des sites web de qualité traitant du thème abordé ici, merci de compléter l'article en donnant les références utiles à sa vérifiabilité et en les liant à la section « Notes et références ».
David Alan Gasman, né le 27 septembre 1960, est un acteur américain  connu pour ses seconds rôles au cinéma et à la télévision, ses rôles ou ses doublages de jeux vidéo (dont la majorité ont été développés en France), et ses doublages de dessins animés en anglais.

## Filmographie
- 1992 : Notorious : ?
- 1995 : Jefferson à Paris : l'aristocrate libéral
- 2002 : La Mémoire dans la peau : député DCM
- 2004 : Immortel, ad vitam : le client du bar géant
- 2004 : Crime contre l'humanité : ?
- 2005 : La Pouvoir inconnu : l'homme en noir
- 2006 : Djihad! : la voix de Jeff (téléfilm)
- 2008 : Showdown of the Godz : Jesse
- 2008 : Babylon A.D. : le chercheur de Neolite
- 2008 : Largo Winch : Alexander Meyer
- 2010 : From Paris with Love : le touriste allemand / la voix
- 2014 : Kaboul Kitchen : Harvey Stein

### Doublage

#### Films
- 2009 : Arthur et la Vengeance de Maltazard : le Roi des minimoys (version originale anglophone)
- 2010 : Arthur 3 : La Guerre des deux mondes : le Roi des minimoys (version originale anglophone)
- 2014 : Favelas : le père Juilliard (Martin Sheen)
- 2022 : Un homme d'action : Barrow (Ben Temple)

#### Films d'animation
- 2003 : Couac, le vilain petit canard : Simon (version anglophone)
- 2011 : Un monstre à Paris : le greffier (version originale française)

#### Séries d'animation
- 2005 : Code Lyoko : Jim Morales, Herb Pichon, William Dunbar, Xana William Takeho Ishiyama, James Finson, Peter Duncan (version anglophone)
- 2006 : Ozie Boo ! : Fred, Ted, Ned et Ed (version anglophone)
- 2009-2010 : Monk, la cata sur pattes ! : Monk (version originale française)
- 2013 : Les Lapins Crétins : Invasion : John, Louie et voix additionnelles (version originale anglophone)
- 2017 : Paprika : Yéti, Podium, Papa Paprika (version originale anglophone)
- 2021 : Les Aventures au Parc de Tic et Tac : Butch (version originale anglophone)
- 2022 : Twenty-Five Twenty-One : l'arbitre Smith ( ? ) (version française)

## Ludographie
- 1996 : Hardline : Lars
- 1997 : Lost Eden : ?
- 1997 : Atlantis : Secrets d'un monde oublié : ?
- 1997 : Little Big Adventure 2 : ?
- 1997 : Égypte : 1156 av. J.-C. - L'Énigme de la tombe royale : ?
- 1997 : Dark Earth : le héros
- 1999 : Les 9 destins de Valdo : ?
- 1999 : The Sacred Amulet : ?
- 1999 : Faust : ?
- 1999 : The Nomad Soul : le héros
- 1999 : Supreme Snowboarding : ?
- 1999 : Outcast : ?
- 1999 : Rayman 2: The Great Escape : Rayman et Polokus
- 2000 : Pour l'or et la gloire : la route d'Eldorado : ?
- 2000 : Gift : ?
- 2000 : Dracula : Résurrection : Jonathan Harker
- 2001 : Atlantis II : ?
- 2001 : Dracula 2 : le Dernier sanctuaire : Jonathan Harker
- 2001 : Alone in the Dark: The New Nightmare : ?
- 2001 : Dragonriders: Chronicles of Pern : ?
- 2001 : Atlantis III : Le Nouveau monde : ?
- 2001 : Amenophis : La Résurrection : ?
- 2001 : Rayman M : Rayman / Dark Rayman
- 2001 : L'Ombre de Zorro : Zorro
- 2001 : Loch Ness : ?
- 2002 : Salammbô : ?
- 2002 : Hitchcock: The Final Cut : ?
- 2002 : Iron Storm : ?
- 2002 : Jérusalem : Les Trois Chemins de la ville sainte : ?
- 2002 : Platoon : George Whitemore
- 2003 : Rayman 3: Hoodlum Havoc : Rayman
- 2003 : Beyond Good and Evil : Pey'j
- 2003 : Kya: Dark Lineage
- 2003 : XIII : Willard et voix additionnelles
- 2003 : Curse: The Eye of Isis : ?
- 2004 : Égypte III : Le Destin de Ramsès : ?
- 2004 : Syberia II : ?
- 2004 : Retour sur l'île mystérieuse : ?
- 2005 : Au cœur de Lascaux : ?
- 2005 : Fahrenheit : Lucas Kane / Tyler Miles
- 2006 : Test Drive Unlimited : voix additionnelles
- 2006 : Paradise : ?
- 2006 : Faces of War : ?
- 2007 : L'Île noyée : ?
- 2008 : Nikopol : La Foire aux immortels : ?
- 2008 : Dracula 3 : La Voie du dragon : Jonathan Harker
- 2010 : Heavy Rain : plusieurs personnages et capture de mouvement, dont Paco Mendez
- 2010 : Runaway: A Road Adventure : Ernie Parsley, Jerome Chapman
- 2013 : Beyond: Two Souls : plusieurs personnages et capture de mouvement, dont l'officier J. Sherman
- Pas de date : Beyond Good and Evil 2 : Pey'j (capture de mouvement)